# Христолюбова, Людмила Степановна
Людми́ла Степа́новна Христолю́бова (26 марта 1939, Завьяловский район, Удмуртская АССР — 29 октября 2014, Ижевск) — советский и российский учёный-этнограф, финно-угровед, кандидат исторических наук, специалист в области этнографии, демографии и культуры удмуртов. Старший научный сотрудник Удмуртского института истории, языка и литературы УрО РАН. Заслуженный деятель науки Удмуртской Республики.

## Биография
Родилась 26 марта 1939 года в деревне Волково (ныне Завьяловского района Удмуртии) в крестьянской семье.
Окончила школу-семилетку, в 1953—1957 училась в Можгинском педагогическом училище. В 1963 году с отличием окончила историко-филологический факультет Удмуртского педагогического института. В 1963—1967 годах работала там же ассистентом на кафедре философии и научного коммунизма. В 1967—1970 годах училась в аспирантуре Института этнографии АН СССР под руководством В. В. Пименова. В 1971 году там же защитила кандидатскую диссертацию по теме «Семейные обряды удмуртов: свадьба, родины, похороны. (Опыт количественной характеристики)» с присвоением учёной степени кандидата исторических наук.
С 1970 года работала в НИИ истории, языка и литературы при Совете Министров УАССР старшим научным сотрудником сектора археологии и этнографии, заведующей сектором (с 1978 года), заведующей отделом этнографии и социологии (1980—1989 годы). С ноября 1989 года после преобразования учреждения в Удмуртский институт истории, языка и литературы УрО РАН работает старшим научным сотрудником.
В 1973 году Л. С. Христолюбова принимала участие в этнографических исследованиях мордовского и русского населения Мордовии. В 1979—1980, 1993 и 1997 годах руководила этносоциологическими исследованиями населения Удмуртии.
Скончалась в Ижевске 29 октября 2014 года.

## Научные интересы
В сферу научных интересов Л. С. Христолюбовой входят проблемы семейного быта удмуртов, их традиционные и современные обряды, этнокультурные и этноязыковые процессы в Удмуртии, а также методологические вопросы этносоциологических исследований. Она является автором первой научно систематизированной картины традиционных семейных и календарных обрядов удмуртов, и их современного быта.
Также она исследовала проблемы историографии Удмуртии, этноязыковые процессы, протекающие среди сельских и городских удмуртов, создала авторскую методику этнографических исследований.
Л. С. Христолюбова является автором более 200 научных работ, в том числе 5 книг и монографий.

## Награды и звания
- Почётная грамота Президиума Верховного Совета Удмуртской Республики (1981)
- Медаль «Ветеран труда» (1990)
- Заслуженный деятель науки Удмуртской Республики (1991)
- Почётная грамота Правительства Удмуртской Республики (1994)
- Национальная премия им. Ашальчи Оки (1997)
- Почётная грамота РАН (1999)